# Arosio (Suíça)
Arosio é uma comuna da Suíça, no Cantão Tessino, com cerca de 417 habitantes. Estende-se por uma área de 6,6 km², de densidade populacional de 63 hab/km². Confina com as seguintes comunas: Bedano, Bioggio, Cademario, Gravesano, Indemini, Manno, Mugena, Sigirino, Torricella-Taverne.
A língua oficial nesta comuna é o italiano.